# Poço das Antas
Poço das Antas is een gemeente in de Braziliaanse deelstaat Rio Grande do Sul. De gemeente telt 2.098 inwoners (schatting 2009).